# Bebo Valdés
Pour les articles homonymes, voir Valdés.
Bebo Valdés, né Dionisio Ramón Emilio Valdés Amaro, est un pianiste de jazz et compositeur cubain né à Quivicán dans la province de Mayabeque le 9 octobre 1918 et mort à Stockholm le 22 mars 2013.
Son œuvre est associée au latin jazz et au jazz afro-cubain, dont il fut l'un des créateurs. Son fils Chucho Valdés est également un pianiste de jazz de renommée internationale.

## Biographie
Petit-fils d'esclave, n'oubliant pas ses racines africaines (et espagnoles par sa mère), Bebo Valdés est né à Quivicán, à Cuba le 9 octobre 1918. « Mon grand-père, esclave, s’était enfui avec un ami en emportant seulement une machette pour se défendre des chiens lancés aux trousses des "nègres marrons". Je sais tout cela par ma grand-mère, morte à 109 ans », confie-t-il à un journaliste en 2005.
Père du pianiste Chucho Valdés, Bebo connaît un certain succès dans les années 1940 et les années 1950 en tant que pionnier du jazz afro-cubain. « Je suis de la génération du mambo », explique-t-il, « une musique qu'a créée mon ami le contrebassiste Cachao en 1937, en désarticulant la dernière partie du danzón. Pendant dix ans, cette musique n'a été dansée que par les Noirs. Et puis le chorégraphe cubain Rodney a créé une danse pour Las Mulatas de Fuego, un groupe de six danseuses. Quand elles sont parties au Mexique, le mambo a connu son apothéose. » Il est alors directeur d'un cabaret chic de La Havane, le Tropicana, avant que la révolution castriste n'éclate. C'est un compositeur et chef d'orchestre reconnu. Il accompagne notamment le grand chanteur cubain Benny Moré. Il grave le premier album de jazz cubain en 1952, Con Poco Coco, considéré comme l'acte de naissance du latin jazz. Il est également le premier à introduire le batá dans ses orchestres. Et il multiplie les rencontres, Sarah Vaughan, Nat King Cole, Woody Herman, Milt Jackson, Dizzy Gillespie, Charlie Parker, Chano Pozo, etc..
Parti vivre au Mexique puis en Suède après cette révolution, il se marie dans ce pays nordique au début des années 1970. Pendant quarante ans, il gagne sa vie dans l’anonymat, avec des cours de danse le jour et en œuvrant au piano-bar d’un hôtel chic le soir. Il réapparaît sur la scène internationale à 76 ans, lorsqu'il enregistre en Allemagne avec le saxophoniste Paquito d'Rivera.
Après un long séjour à Stockholm, il vient vivre en Andalousie. Il participe au film de Fernando Trueba, Calle 54 où on le voit notamment jouer en duo avec son fils Chucho. Il enregistre ensuite El arte del sabor (2001) avec Cachao et Patato Valdés, album qui reçoit un Grammy. En 2002, il accompagne le chanteur flamenco Diego el Cigala pour le disque Lágrimas negras, succès international également récompensé par un Grammy. En 2010, il compose la bande originale du film de Fernando Trueba et Javier Mariscal, Chico et Rita.
Un autre fils de Bebo Valdés, Rickard, joue dans le groupe de timba suédois, Calle Real.
En février 2013, devant l'aggravation de son état de santé, ses enfants le rapatrient en Suède. Il y meurt quelques mois après Rose-Marie, son épouse.

### Articles de journaux
- François-Xavier Gomez, « «Et après? Rien». », Libération,‎ 13 juillet 2005 (lire en ligne).
- AFP, « Mort du pianiste cubain Bebo Valdes », Le Monde,‎ 23 mars 2013 (lire en ligne)
- Francis Marmande, « Dionisio Ramon Emilio Valdés, dit "Bebo", pianiste cubain », Le Monde,‎ 26 mars 2013 (lire en ligne).
- François-Xavier Gomez, « Bebo Valdés, larmes en paix », Libération,‎ 26 mars 2013 (lire en ligne).
- Bruno Pfeiffer, « Ca va jazzer : Bebo Valdès, exit l'exilé », Libération,‎ 7 avril 2013 (lire en ligne).